# 演技
演技（えんぎ）は、それを見る者がいる前提において、身体による技術を見せ、何かを表現する行為。
具体的には、演劇・映画・テレビドラマなどにおいて、俳優が役を演じて見せることを演技と呼ぶ。舞踊・歌唱・体操などにおいても、その表現を演技と呼ぶことがある。また、日常生活においても、本心を隠して自分を偽ることなども演技と呼ばれることがある。